# Азартні ігри в Італії
Азартні ігри в Італії існували протягом багатьох століть, набуючи різних форм. Історія азартних ігор в країні бере початок з часів Римської імперії, коли попередник сучасних нардів, гра Людус Дуодецим Скрипторум (лат. Ludus Duodecim Scriptorum), стала популярною серед римських легіонерів.
Також завдяки їм, гра потрапила до інших європейських країн. Регулюванням онлайн-ігор в Італії займається Служба митниці та монополій (італ. Agenzia delle Dogane e dei Monopoli), якою керує Міністерство економіки і фінансів.

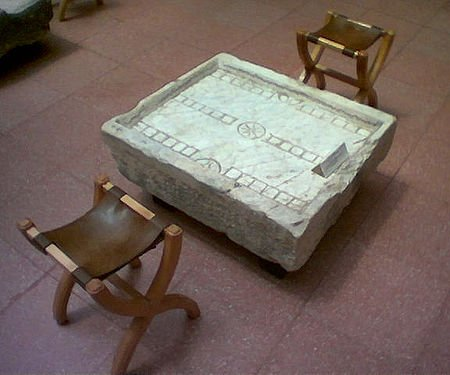
Стіл для гри в Ludus Duodecim Scriptorum

1638 року у Венеції було відкрито перший гральний дім «Рідотто». Дозвіл на його роботу видав уряд задля контролю азартної діяльності громадян. Хоча вхід до цього ігрового будинку був безкоштовним, грати там могли собі дозволити лише багаті люди, бо ставки були високими. Грали в бірібі, що нагадували лотерею, та басетту. 1774 року «Рідотто» було закрито, що призвело до зростання популярності нелегальних гральних клубів. Їх називали «казино», тому саме слово «казино» має італійське походження.
Баккара виникла в Італії в XV столітті. Бінго також має італійське походження. У 1530-х роках італійці грали в гру під назвою італ. Lo Giuoco del Lotto D'Italia, яка нагадувала бінго.

## Закон про азартні ігри
Кримінальний кодекс Італії визначає азартні ігри незаконними, незалежно від того, організовані вони в громадському місці чи у приватному клубі. У той же час, закон розділяє ігри на удачу та ігри, де результат залежить від навичок гравця. Ставки на спорт, лотереї та деякі інші види діяльності належать до категорії законної та регульованої азартної діяльності.
Тільки держава має право дозволити азартні ігри. AAMS (італ. Amministrazione Autonoma dei Monopoli di Stato — Автономне управління державних монополій) наділяється повноваженнями видавати ліцензії та регулювати інші питання азартних ігор в Італії. Покарання за порушення закону коливається від штрафу до позбавлення волі.
Італія пройшла довгий шлях від повної заборони будь-якої азартної діяльності до легалізації деяких із них за певних умов. Основною причиною того, чому італійський уряд дотримувався суворих правил, було бажання уникнути можливих негативних наслідків. Наступні поправки лібералізували ринок 2006 року:
- Легалізація ігор з використанням навичок на реальні гроші та спортивних ставок
- Відкриття італійського ринку азартних ігор для операторів з країн ЄС та ЄАВТ (за умови, що вони відповідають певним вимогам)
- Відкриття нового ліцензійного тендеру, який повинен був переставити мережу закладів офлайн-ставок, а також забезпечити можливість операторам онлайн-ігор пропонувати свої послуги на законних підставах.[8]

Закон про фінанси 2007 року став ще однією віхою в регулюванні азартних ігор в Італії. Він узаконив картярські ігри, вказуючи, що такі ігри слід проводити у формі турніру зі ставкою, рівною вступному внеску на турнір. Це автоматично узаконило техаський холдем. Інші ігри, покер та відеопокер, що базуються на тих же правилах, були заборонені, оскільки вони повністю залежать від чистої удачі.
Указ «Comunitaria» (лютий 2011) став справжнім проривом для азартної галузі Італії. Він затвердив правила щодо ігор в покер на готівку та ігор казино, а також затвердив зміни, введені в попередній редакції указу.
Одним з найбільш помітних аспектів був новий режим оподаткування, заснований на прибутку, а не на обороті. Фіксована ставка в розмірі 20 % повинна була застосовуватися до всіх нещодавно легалізованих ігор, за винятком відеоігор. Оператори, які організовують ставки на спорт та кінні перегони, лотереї та ігри на навички, все одно повинні були сплатити 3 % від обороту.
Крім того, новий указ зобов'язував операторів виплачувати гравцям щонайменше 90 % зароблених грошей у вигляді виграшу. Максимальний внесок для покерного турніру був встановлений у розмірі 250 євро, а максимальна початкова ставка для кожної ігрової сесії не може перевищувати 1000 євро.
2021 року Митна італійська аґенція ADM ввела тимчасовий податок у 0,5% на оборот спортивних ставок. Компанія Betfair спробувала оскаржити це рішення, заявивши, що в поєднанні з чинними податками компанія матиме виплачувати загальну податкову ставку розміром 111%. Інші італійські оператори також подали апеляції проти нового податку, але адміністративний суд Риму їх відхилив.

## Азартні ігри в інтернеті
Регулюванням онлайн-ігор в Італії займається Служба митниці та монополій (італ. Agenzia delle Dogane e dei Monopoli), якою керує Міністерство економіки і фінансів. Лібералізація італійського ринку азартних ігор поступово розпочалась 2006 року, коли після скарги, отриманої 2003 року, Європейська комісія розслідувала справу та розпочала провадження проти Італії. Причиною такої дії стало дуже суворе італійське законодавство, яке забороняло навіть законним європейським азартним операторам пропонувати свої онлайн-послуги в Італії. Тільки Італійському національному олімпійському комітету (CONI) та Національному товариству з розведення коней (UNIRE) було дозволено влаштовувати ставки на спорт в режимі офлайн та онлайн. Сайти інших операторів було заблоковано.
Станом на листопад 2006 р., чорний список сайтів, які не мали італійських ліцензій, і повинні були бути заблоковані, складався з 621 сайту, включаючи сайти операторів, ліцензованих у інших державах ЄС. Оскільки влада Італії не повідомляла ЄС про створення цього списку, країна порушила Директиву ЄС 98/34 / ЄС (про надання інформації у галузі технічних стандартів та норм). Відповідно до цього закону організовувати азартні ігри в громадському місці, відкритому для громадськості чи приватному клубі було заборонено і могло призвести до позбавлення волі та грошових санкцій. Така діяльність вимагала спеціальної ліцензії та дозволу поліції. Однак, такий підхід був несумісним з принципами Договору ЄЕС щодо свободи заснування та свободи надання транскордонних послуг (статті 43 та наступні та 49).
Після того, як ЄК порушив проти Італії справу, 2009 року влада Італії повідомила Комісію про внесення змін до закону про азартні ігри.
З березня 2010 року, коли новий закон набрав чинності, іноземні азартні оператори змогли почати організовувати онлайн-ігри на реальні гроші. Перш ніж пропонувати свої послуги громадянам Італії, вони повинні отримати італійську ліцензію. AAMS (італ. Amministrazione Autonoma dei Monopoli di Stato — Автономне управління державних монополій) — італійський ігровий орган, який видає ліцензії. Ліцензії охоплюють:
- ігри на навички
- турнірні ігри, пасьянс, ігри в покер
- ігри в покер на гроші
- ігри казино
- фіксовані непарні та сумарні ставки на спорт, кінні перегони та інші аналогічні події
- бінго

2018 року в Італії було майже повністю заборонено всі види реклами азартних ігор, даний закон набув чинності на початку 2019-го. Рекламою вважаються навіть так звані «бонусні пропозиції», розмішені на самому сайті ігровогоігрового оператора. У липні 2020 року ігровий оператор з італійською ліцензією, був оштрафований на 16 тис. євро за такого рекламу бонусу для нових гравців, розміщеного на власному сайті.
У вересні 2020 року доходи від онлайн-казино зросли на 25,4 % у порівнянні з вереснем 2019-го.
Влітку 2020 року італійський регулятор азартних ігор AgCom почав кілька розслідувань щодо компанії Google, звинувативши компанію в порушенні даного закону. За даними регулятора, компанія продовжила показ рекламних оголошень в пошуковій видачі оголошень щодо азартних ігор. Врешті, у жовтні AgCom оштрафував Google на 100 тис. євро за рекламні оголошення в Google Ads, що порушили законодавство Італії. У заяві йшлося, що Google дозволиив розміщувати серед результатів пошуку платну рекламу сайту зі спортивними ставками, незважаючи на заборону.
2020 року італійський регулятор онлайн-казино не продовжив ряд ліцензій великим операторам, що діють в Італії, що спричинило низку судових позовів від них. Сенат відмовився приймати до розгляду дві з них. Частині інших операторів регулятор намагається відізвати ліцензії. Betway, SportPesa, Nexigames і Snaitech подали апеляції проти регулятора після заборони. В результаті, Адміністративний суд в Римі виніс рішення на користь операторів, дозволивши їм продовжити ліцензії.
В листопаді 2020 року італійські оператори онлайн-казино отримали рекордну виручку — 259 млн євро за місяць, цей показник перевищив минулорічний на 77 %. Топові майданчики онлайн-казино в Італії та їхня доля на ринку:
- PokerStars — 11,31 %
- Sisal — 9 %
- Lottomatica (IGT) — 8 %

Топові майданчики для ставок на спорт:
- Eurobet — 13,5 %
- Snaitech — 13,4 %[20].